# 城巴E22B線
城巴E22B線是一條已取消的香港北大嶼山的對外路線，往來將軍澳（寶林）與亞洲國際博覽館之間，是城巴E22A線的輔助路線。

## 歷史
E22A線一直只於將軍澳鐵路沿線地區提供服務，區內其他地方的居民未能直接受惠。為了滿足他們以至秀茂坪及四順的居民，2005-06年度西貢區及觀塘區路線發展計劃中，E22A線被建議改經以上地方，卻多次受到原有服務區域內的居民以行車時間增加為由反對，引起兩地居民角力。最後，城巴需要開辦一條新路線以回應民意。
E22B線便由2006年8月28日起投入服務，主要為翠林邨、康盛花園、馬游塘、秀茂坪、四順及彩雲邨居民提供往返北大嶼山和機場的直達公共交通服務。祗在星期一至五（公眾假期除外）早上及傍晚分別由寶林及博覽館開出兩班。
由2011年9月26日起，配合城巴將軍澳及東九龍機場路線重組，本線取消，由城巴E22A線延長至康盛花園及E22P改經四順，秀茂坪取代。

## 班次
- 星期一至五
  - 寶琳開：0700、0730
  - 機場博覽館開：1745、1815

星期六、日及公眾假期不設服務

## 收費
全程：$24.0
- 寶達邨往機場博覽館：$18.0
- 青嶼幹線收費廣場往機場博覽館：$8.0
- 東涌消防局往機場博覽館：$4.0
- 青嶼幹線收費廣場往寶琳：$21.0
- 畢架山花園往寶林：$7.5
- 黃大仙站往寶林：$6.0
- 寶達邨往寶林：$4.5

| - 本線設有12歲以下小童及65歲或以上長者半價優惠。 - 乘客可以現金或八達通於上車時付款，不設找續。 - 每位成人乘客可免費攜帶最多兩名4歲以下而不佔座位的兒童乘客乘車，超額之4歲以下小童必須繳付小童車費乘車。 - 九龍巴士、城巴及龍運巴士全職員工及家屬（不包括外判職員）可免費乘搭本路線，惟必須拍職員或職員家屬八達通。 - 乘客亦可使用AlipayHK「易乘碼」、支付寶、 WeChatHK／微信支付「搭車碼」、銀聯雲閃付「乘車碼」及BOC Pay「乘車碼」、具有感應式支付功能的VISA、Mastercard及銀聯卡，以及Apple Pay、Google Pay及Samsung Pay流動支付平台繳付車資。使用此支付方式的乘客可享有中途下車之分段收費，以及與其他城巴獨營路線或聯營線城巴班次之轉乘優惠，惟不適用於與非城巴路線之轉乘優惠。使用此支付方式的乘客亦不能享有「公共交通費用補貼計劃」及「長者及合資格殘疾人士公共交通票價優惠計劃」。 |

## 行車路線
寶琳開經：欣景路、佳景路、寶琳北路、寶琳路、秀茂坪道、曉光街、秀明道、秀茂坪道、順安道、順天巴士總站、利安道、新清水灣道、清水灣道、龍翔道、呈祥道、青葵公路、長青隧道、長青公路、青衣西北交匯處、青嶼幹線、北大嶼山公路、東涌東交匯處、裕東路、順東路、赤鱲角南路、觀景路、駿運路交匯處、觀景路、東岸路、機場路、暢連路、暢達路、機場北交匯處、航天城路。
機場博覽館開經：航天城路、航天城交匯處、暢連路、機場南交匯處、暢連路、地面運輸中心、暢連路、機場南交匯處、機場路、東岸路、觀景路、未命名路、駿明路、觀景路、駿運路交匯處、觀景路、赤鱲角南路、順東路、達東路、順東路、裕東路、東涌東交匯處、北大嶼山公路、青嶼幹線、青衣西北交匯處、長青公路、長青隧道、青葵公路、呈祥道、龍翔道、大磡道、龍翔道、清水灣道、新清水灣道、順清街、順景街、利安道、順安道、秀茂坪道、秀明道、曉光街、秀茂坪道、寶琳路、寶琳北路、佳景路。

### 沿線車站
| 寶琳開 | 寶琳開           | 寶琳開                 | 機場博覽館開 | 機場博覽館開         | 機場博覽館開                 |
| 序號   | 車站名稱         | 位置                   | 序號         | 車站名稱             | 位置                         |
| ------ | ---------------- | ---------------------- | ------------ | -------------------- | ---------------------------- |
| 1      | 寶琳             | 寶林公共運輸交匯處     | 1            | 機場博覽館           | 亞洲國際博覽館巴士總站       |
| 2      | 英明苑           | 寶琳北路               | 2            | 機場（地面運輸中心） | 機場（地面運輸中心）巴士總站 |
| 3      | 寶林邨寶仁樓     | 寶琳北路               | 3            | 國泰城               | 駿明路                       |
| 4      | 翠林邨           | 寶琳北路               | 4            | 飛機燃料庫           | 觀景路                       |
| 5      | 康盛花園         | 寶琳北路               | 5            | 東涌纜車站           | 達東路                       |
| 6      | 馬游塘村         | 寶琳路                 | 6            | 東薈城               | 達東路                       |
| 7      | 寶達邨           | 寶琳路                 | 7            | 裕東苑               | 順東路                       |
| 8      | 上秀茂坪         | 曉光街                 | 8            | 青嶼幹線繳費廣場     | 北大嶼山公路                 |
| 9      | 秀茂坪邨秀明樓   | 秀明道                 | 9            | 畢架山花園           | 龍翔道                       |
| 10     | 秀茂坪邨秀富樓   | 秀明道                 | 10           | 豐力樓               | 龍翔道                       |
| 11     | 秀茂坪商場       | 秀明道                 | 11           | 天馬苑               | 龍翔道                       |
| 12     | 秀茂坪邨秀樂樓   | 秀明道                 | 12           | 黃大仙站             | 龍翔道                       |
| 13     | 寧波第二中學     | 順安道                 | 13           | 沙田坳道             | 龍翔道                       |
| 14     | 順天邨           | 順天巴士總站           | 14           | 鑽石山站             | 大磡道                       |
| 15     | 順安邨           | 利安道                 | 15           | 牛池灣村             | 龍翔道                       |
| 16     | 順利邨利業樓     | 利安道                 | 16           | 牛池灣街市           | 清水灣道                     |
| 17     | 順利邨利恒樓     | 利安道                 | 17           | 彩雲邨白虹樓         | 新清水灣道                   |
| 18     | 順利消防局       | 利安道                 | 18           | 基順小學             | 新清水灣道                   |
| 19     | 彩雲邨白虹樓     | 新清水灣道             | 19           | 順利邨利康樓         | 順清街                       |
| 20     | 坪石邨           | 坪石公共運輸交匯處     | 20           | 順安邨安逸樓         | 利安道                       |
| 21     | 彩虹邨丹鳳樓     | 龍翔道                 | 21           | 順天邨天韻樓         | 順安道                       |
| 22     | 鑽石山站         | 龍翔道                 | 22           | 秀茂坪邨秀樂樓       | 秀明道                       |
| 23     | 黃大仙中心       | 龍翔道                 | 23           | 秀茂坪商場           | 秀明道                       |
| 24     | 摩士公園游泳池   | 龍翔道                 | 24           | 秀茂坪邨秀安樓       | 秀明道                       |
| 25     | 天馬苑           | 龍翔道                 | 25           | 秀茂坪邨秀明樓       | 秀明道                       |
| 26     | 豐力樓           | 龍翔道                 | 26           | 寶達邨               | 寶琳路                       |
| 27     | 畢架山花園       | 龍翔道                 | 27           | 安達臣道             | 寶琳路                       |
| 28     | 青嶼幹線繳費廣場 | 北大嶼山公路           | 28           | 馬游塘村             | 寶琳路                       |
| 29     | 東涌消防局       | 順東路                 | 29           | 茅湖仔村             | 寶琳路                       |
| 30     | 東堤灣畔         | 順東路                 | 30           | 康盛花園             | 寶琳北路                     |
| 31     | 飛機燃料庫       | 觀景路                 | 31           | 翠林邨               | 寶琳北路                     |
| 32     | 國泰城           | 觀景路                 | 32           | 寶林消防局           | 寶琳北路                     |
| 33     | 二號檢查閘       | 暢連路                 | 33           | 英明苑               | 寶琳北路                     |
| 34     | 一號停車場       | 暢達路                 | 34           | 寶琳                 | 寶林公共運輸交匯處           |
| 35     | 客運大樓         | 暢達路                 |              |                      |                              |
| 36     | 四號停車場       | 暢達路                 |              |                      |                              |
| 37     | 富豪機場酒店     | 暢達路                 |              |                      |                              |
| 38     | 機場博覽館       | 亞洲國際博覽館巴士總站 |              |                      |                              |

## 使用車輛
- 早上使用2輛雙層空調巴士，型號為丹尼士三叉戟三型（2202-2261）。傍晚使用2輛單層空調巴士，型號為富豪B6LE（13XX）和猛獅NL262（15XX）。

## 外部連結
- 城巴E22B線官方路線資料 （页面存档备份，存于）